# یواس‌اس کریکپاتریک (دی‌ئی-۳۱۸)
یواس‌اس کریکپاتریک (دی‌ئی-۳۱۸) (به انگلیسی: USS Kirkpatrick (DE-318)) یک کشتی بود که طول آن ۳۰۶ فوت (۹۳ متر) بود. این کشتی در سال ۱۹۴۳ ساخته شد.